# Ljupčo Arsov

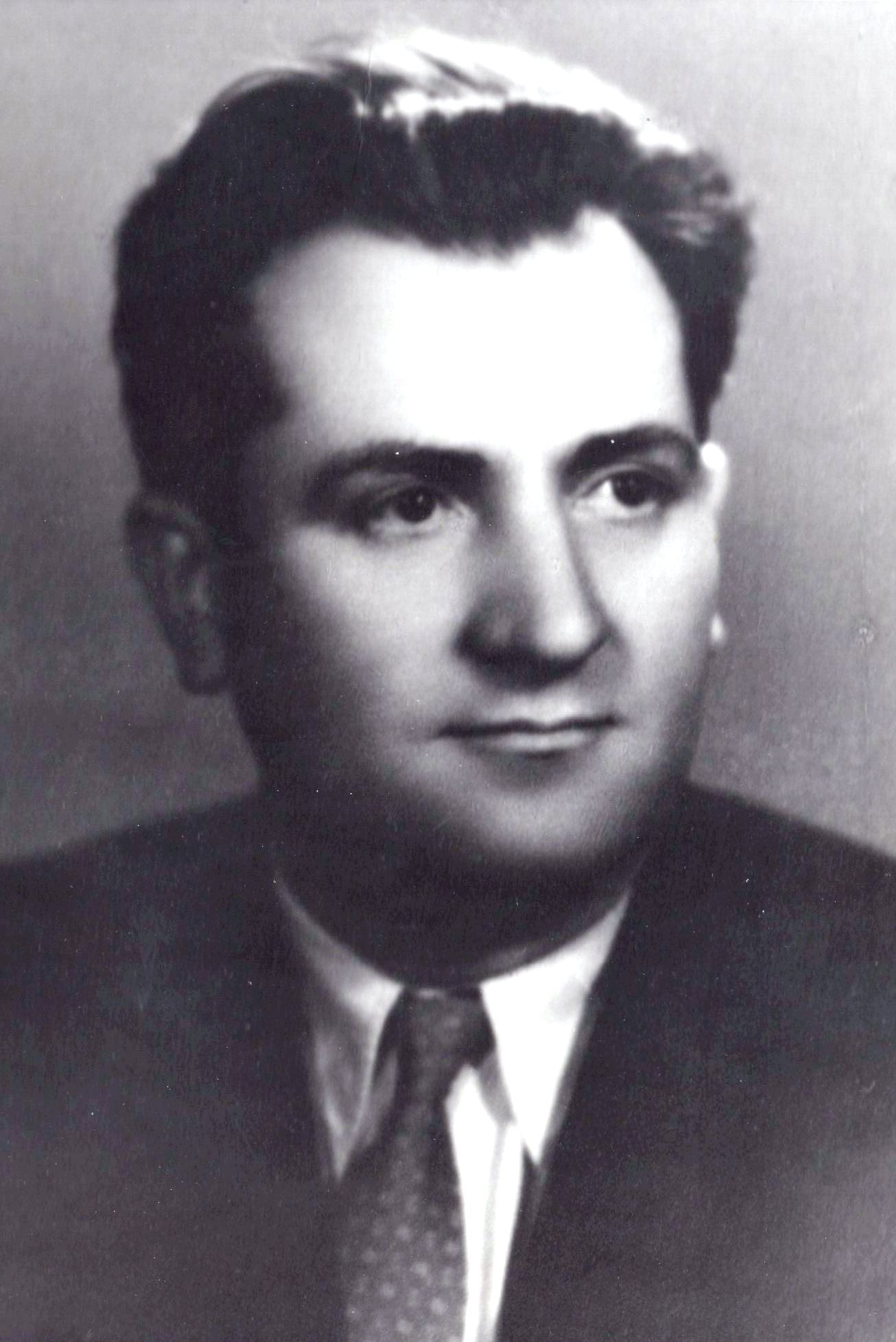
Ljupčo Arsov

Ljupčo Arsov (mazedonisch Љупчо Арсов; * 9. Mai 1910 in Štip, Osmanisches Reich, heute: Nordmazedonien; † 18. November 1986 in Skopje) war ein Politiker des Bundes der Kommunisten Jugoslawiens (BdKJ) in der Sozialistischen Föderativen Republik Jugoslawien (SFRJ), der unter anderem zwischen 1953 und 1960 Vorsitzender des Exekutivrates der Sozialistischen Republik Mazedonien und damit Ministerpräsident dieser Teilrepublik war. Später war er von 1979 bis 1982 als Präsident des Präsidiums der SR Mazedonien Präsident dieser Teilrepublik.

## Leben
Ljupčo Arsov war als Finanzbeamter der Armee des Königreichs Jugoslawien tätig und wurde 1940 Mitglied der Kommunistischen Partei Jugoslawiens (KPJ). Er nahm während des Zweiten Weltkrieges an der Vardar am Partisanenkrieg teil und war darüber hinaus Sekretär des Antifaschistischen Rates der Volksbefreiung Mazedoniens ASNOM, zu dem unter anderem Metodija Andonov-Čento, Panko Brashnarov, Emanuel Čučkov, Venko Markovski, Nikola Minčev, Mihailo Apostolski und Vera Aceva gehörten. Nach Kriegsende übernahm Arsov zahlreiche Funktionen und wurde am 19. April 1945 Vize-Ministerpräsident der ersten Regierung der Sozialistischen Republik Mazedonien von Ministerpräsident Lazar Koliševski. Er war zunächst zugleich Finanzminister und daraufhin zwischen Februar und dem 18. April 1946 Vorsitzender des Kontrollkomitees, während Dare Džambaz Finanzminister wurde. Im zweiten Kabinett Koliševski fungierte er vom 18. April 1946 bis zum 31. Dezember 1946 weiterhin als Vize-Ministerpräsident und Vorsitzender des Kontrollkomitees. Auch im dritten Kabinett Koliševski wurde er am 31. Dezember 1946 erneut Vize-Ministerpräsident sowie Vorsitzender des Kontrollkomitees und wurde im November 1947 von Borko Temelkovski als Vorsitzender des Kontrollkomitees sowie im Januar 1948 von Nikola Minčev als Vize-Ministerpräsident abgelöst.
Im Kabinett Tito II wurde Arsov am 1. Januar 1948 als Nachfolger von Vicko Krstulović Arbeitsminister und bekleidete dieses Amt bis zum Ende der Amtszeit dieses Kabinetts am 27. April 1950. Im darauf folgenden Kabinett Tito III fungierte er zwischen dem 27. April 1950 und dem 14. Januar 1953 als Vorsitzender des Rates für Bauindustrie. Im Anschluss wechselte er von der zentralen Regierung wieder in die Sozialistische Republik Mazedonie und übernahm dort am 3. Februar 1953 von Lazar Koliševski das Amt als Vorsitzender des Exekutivrates der SR Mazedonien und damit als Ministerpräsident dieser Teilrepublik. Er hatte dieses Amt bis zum 21. Dezember 1960 und wurde daraufhin von Aleksandar Grličkov abgelöst. Er wurde bis 1974 in die Volksversammlung der Republik Mazedonien gewählt und war auch Mitglied des Zentralkomitees des Bundes der Kommunisten Jugoslawiens. Daraufhin war er zwischen Dezember 1960 und Juni 1962 abermals als Sekretär für Arbeit des Bundesexekutivrates Arbeitsminister im Kabinett Tito VI.

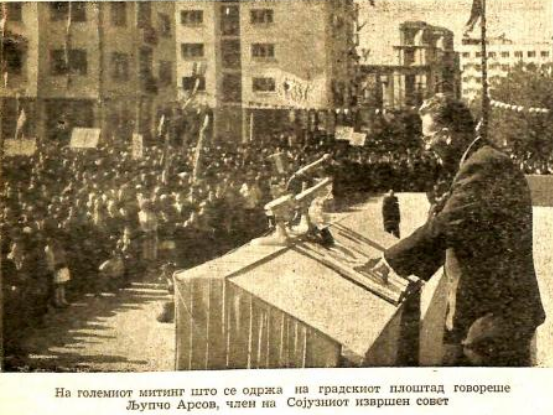
Arsov bei einer Rede in Kumanovo (10. November 1961)

Am 26. Juni 1962 wurde Ljupčo Arsov abermals Nachfolger von Koliševski und übernahm dieses Mal das Amt als Präsident der Volksversammlung. Den Posten als Parlamentspräsident der Teilrepublik übte er bis zum 25. Juni 1963 aus, woraufhin Vidoje Smilevski seine Nachfolge antrat. Zwischen 1967 und 1971 war er Vorsitzender des Republikanischen Komitees der Sozialistischen Union der Arbeiter in Mazedonien.
Im Mai 1974 wurde Arsov Mitglied des Präsidiums der SR Mazedonien und löste wiederum Vidoje Smilevski am 9. September 1979 zunächst kommissarisch Präsident des Präsidiums der SR Mazedonien. Er übernahm dieses Amt formell am 31. Oktober 1979 und war dadurch bis zu seiner Ablösung durch Angel Čemerski am 28. April 1982 Präsident der Teilrepublik Mazedonien. Im September 1982 wurde er Mitglied der ZK-Kommission für die Geschichte des BdKJ sowie ferner im Dezember 1982 Mitglied des Bundesrates, der aus Delegierten der Selbstverwaltungsorganisationen und gesellschaftspolitischen Organisationen, bestehenden zweiten Kammer der Bundesversammlung der SFRJ.
Für seine Verdienste wurde Ljupčo Arsov mehrfach ausgezeichnet und erhielt unter anderem 1953 den Orden des Volkshelden, den Orden der Helden der sozialistischen Arbeit, den Orden der Nationalen Befreiung, den Orden „Für Verdienste um das Volk“, den Orden der Brüderlichkeit und Einheit, den Orden der Republik, den Orden des Mutes und die Partisanenmedaille 1941.

## Veröffentlichung
- Svedoštva, („Zeugnis“), Komunist, Skopje 1984

## Hintergrundliteratur
- Directory of Officials of the Socialist Federal Republic of Yugoslavia, Bände 7–8, 1976 (Onlineversion)
- Directory of Officials of the Socialist Federal Republic of Yugoslavia, Bände 7–8, 1983 (Onlineversion)
- Dimitar Bechev: Historical Dictionary of North Macedonia, 2019, ISBN 978-1-5381-1962-4 (Onlineversion (Auszug))
- John Da Graça: Heads of State and Government, 2017, ISBN 978-1-349-65771-1, S. 544, 545 (Onlineversion (Auszug))